# Congiopoden
Congiopoden (Congiopodidae) zijn een familie van straalvinnige vissen uit de orde van Schorpioenvisachtigen (Scorpaeniformes).

## Geslachten
- Alertichthys Moreland, 1960
- Congiopodus Perry, 1811
- Perryena Whitley, 1940
- Zanclorhynchus Günther, 1880